# Peter Møller (Fußballspieler)
Peter Møller Nielsen (* 23. März 1972 in Frederikshavn) ist ein ehemaliger dänischer Fußballspieler und heutiger Fußballfunktionär.
Während seiner aktiven Karriere war er in seinem Herkunftsland sowie in der Schweiz, in den Niederlanden, in Spanien sowie in England aktiv. Zudem war Møller auch dänischer A-Nationalspieler und nahm mit „Danish Dynamite“ an der Weltmeisterschaft 1998 in Frankreich teil. Er ist seit 2018 Fußballdirektor des dänischen Fußballverbandes (DBU).

## Karriere als Fußballspieler

### Verein
Bis 1993 spielte Peter Møller für seinen Jugendverein Aalborg BK. Sein Profidebüt gab er am 17. März 1991 – sechs Tage vor seinem 19. Geburtstag – beim 1:1-Unentschieden gegen Vejle BK. Da in diesem Jahr die Superliga, die bisher im Kalenderjahr-Modus ausgetragen wurde, auf ein Herbst/Frühjahr-Modus umgestellt wurde, ging die Saison 1991 lediglich bis Sommer. Dabei avancierte Peter Møller zum Stammspieler und schoss neun Tore. Auch nach der Umstellung war er Stammspieler und Torjäger. Møller wechselte im Sommer 1993 schließlich zum FC Kopenhagen, der erst ein Jahr zuvor aus einer Fusion zwischen Kjøbenhavns Boldklub sowie B 1903 Kopenhagen entstand. In der Hauptstadt Kopenhagen war er Stammspieler, doch er war mit sieben Toren nicht unbedingt treffsicher. Peter Møller wurde daraufhin im August 1994 in die Schweiz an den FC Zürich verliehen. Auch bei den Eidgenossen hatte er zur Stammelf gehört und musste mit seinem Verein in die Auf-und-Abstiegsrunde, in der der Klassenerhalt gesichert werden konnte. Dabei schoss Møller neun Tore.
Der Leihvertrag lief aus und er musste zum „FCK“ zurückkehren. Doch Peter Møller brach seine Zelte in Østerbrø, wo der Verein beheimatet ist, endgültig ab und wechselte ausgerechnet zum Erzrivalen Brøndby IF aus dem 15 Kilometer von Kopenhagen entfernten Vorort Brøndby. Mit 15 Toren schoss er diesen Verein zum Gewinn der dänischen Meisterschaft und im folgenden Jahr konnte der Titel verteidigt werden, nun hatte er 22 Tore beigesteuert. Dies weckte Begehrlichkeiten und im Sommer des Jahres 1997 zog es Møller in die Niederlande zur PSV Eindhoven. Dort konnte er nicht an seine Zeit in Brøndby anknüpfen und war nicht unbedingt Stammspieler. So wechselte Peter Møller nach nur einem Jahr weiter nach Spanien zu Real Oviedo, wo er drei Jahre spielte. Auch hier konnte er sich nie als Stammspieler behaupten und kam in drei Jahren zu lediglich 38 Partien.
Im Sommer 2001 kehrte Møller daraufhin nach Dänemark zurück und schloss sich seinem ehemaligen Verein FC Kopenhagen an. In seinem ersten Jahr nach seiner Rückkehr hatte er 19 Mal gespielt, im zweiten Jahr war er regelmäßig zum Einsatz gekommen und trug mit zehn Toren zum Gewinn des dänischen Meistertitels bei. 2004 gewann Peter Møller das Double aus Meisterschaft und dem dänischen Pokal, wobei er lediglich sechs Tore schoss. Er kam weiterhin regelmäßig zum Einsatz, doch sowohl die Meisterschaft als auch der Pokal wurden vom Erzrivalen aus Brøndby gewonnen. Im September 2005 schied Møller mit dem FC Kopenhagen in der ersten Runde des UEFA-Pokals gegen den Hamburger SV aus, wobei er bei der 0:1-Niederlage im Rückspiel kurz vor Schluss die gelb-rote Karte sah. Er schoss bis Ende des Jahres 2005 sieben Tore, ehe er seine Fußballschuhe an den Nagel hing.

### Nationalmannschaft
Peter Møller gab am 4. September 1991 beim torlosen Unentschieden im Testspiel in Reykjavík gegen Island seinen Einstand für die Nationalmannschaft seines Herkunftslandes Dänemark. Es war vorerst sein einziger Einsatz im Trikot von „Danish Dynamite“ und bei der Europameisterschaft 1992 in Schweden, wo Dänemark sensationell den Titel gewann, war er nicht Teil des dänischen Kaders. Sein zweites Länderspiel machte Møller schließlich am 23. September 1992 beim torlosen Unentschieden des frischgebackenen Europameisters im WM-Qualifikationsspiel in Vilnius gegen die litauischen Gastgeber. Diese Partie war einer von lediglich zwei Einsätzen in der Qualifikation für die Weltmeisterschaft 1994 in den Vereinigten Staaten, die Dänemark verpasste. Für die Europameisterschaft 1996 in England konnte sich der Titelverteidiger qualifizieren, doch Peter Møller war auch hier nicht im Kader vertreten.
Er kam dann in der Vorausscheidung für die Weltmeisterschaftsendrunde 1998 in Frankreich auf vier Spiele und gehörte dann auch beim Turnier zum Kader der Dänen. Bei diesem Turnier, wo seine Mannschaft im Viertelfinale gegen Titelverteidiger Brasilien ausschied, kam Møller zu zwei Einsätzen und schoss im Achtelfinale gegen Nigeria in der dritten Minute den Treffer zur 1:0-Führung (Endstand 4:1). Am 18. August 1999 spielte er beim torlosen Unentschieden im Testspiel in Kopenhagen zum vorerst letzten Mal für die dänische Nationalmannschaft, denn erst am 30. April 2023 hatte er beim 3:0-Erfolg an gleicher Ort und Stelle gegen die Ukraine wieder ein Länderspiel bestritten. In der Qualifikation für die WM 2006 in Deutschland hatte Peter Møller noch zweimal gespielt, bei der 0:1-Niederlage gegen die Ukrainer in Kiew am 30. März 2005 absolvierte er allerdings sein letztes Länderspiel. Insgesamt war er in 20 Länderspielen zum Einsatz gekommen und schoss dabei fünf Tore.

## Nach der Fußballerkarriere
Peter Møller war nach seiner aktiven Karriere Moderator beim dänischen Sender DR, am 2. Oktober 2018 wurde er Fußballdirektor beim dänischen Fußballverband (DBU).